# Doug E. Fresh
Douglas E. Davis (Christ Church, 17 de setembro de 1966), mais conhecido pelo nome artístico Doug E. Fresh, é um rapper, beatboxer e produtor musical barbadiano naturalizado estadunidense, considerado um dos pioneiros do beatbox.

## Discografia

### Álbuns
- Oh, My God! (1986, Reality/Fantasy) (Fresh e outros) Platinum
- The World's Greatest Entertainer (1988, Reality/Fantasy) (Fresh e outros) Gold
- Doin' What I Gotta Do (1992, Bust It/Capitol/EMI) (Fresh e outros)
- Play (1995, Gee Street/Island/PolyGram) Gold

### Singles
- "Just Having Fun (Do the Beatbox)" (1984, Enjoy)
- "The Original Human Beatbox" (1984, Vintertainment) (como Dougy Fresh)
- "The Show" (1985, Reality) (Fresh e outros) Platinum
- "La Di Da Di" (1985, Reality) (Fresh e outros) Platinum
- "Spirit" (1989, MCA) (Fresh e outros)
- "Summertime" (1989, Reality/Fantasy) (Fresh e outros)
- "I-ight (Alright)" (1993, Gee Street)
- "Superstition" (1997, Hollywood) (Fresh e outros)
- "We Not Giving Up" (2005, The Xtatik Experience) (featuring Doug E Fresh e Machel Montano)
- "You"ll Never Know (2005, E-Z Rollers) (featuring Doug E. Fresh & Sharon Brown)
- "Rhyme & Punishment (2005, E-Z Rollers) (featuring Doug E. Fresh) (Distorted Minds Remix)
- "Rhyme & Punishment (2005, E-Z Rollers) (featuring Doug E. Fresh)
- "Virgo" (2005) (com Ludacris and Nas)
- "Left-Right" (2007, Entertaining Music) (featuring Square Off)